# Nicrophorus reichardti
Nicrophorus reichardti (лат.) — вид жуков-мертвоедов из подсемейства могильщиков.

## Систематика
Изначально таксон был описан В. А. Кизерицким как форма Nicrophorus sepultor. Т. И. Щеголевой-Баровской (1933) рассматривался как самостоятельный вид. Большая изменчивость вида заставляет ряд исследователей сомневаться в видовом статусе.

## Описание
Длина тела 12—21 мм. Булава усиков двухцветная — вершинные членики рыжего цвета. Переднеспинка несколько в форме символа сердца, несколько расширенная кпереди, лишена волосков. Надкрылья чёрного цвета с двумя красными перевязями. Надкрылья сверху лишены опушения, но плечи и задние углы надкрылий покрыты короткими чёрными волосками. Брюшко покрыто чёрными волосками. Задние голени прямые.

## Ареал
Эндемик гор востока Средней Азии: юго-восток Казахстана, Кыргызстан (Сусамырский хребет, Алайская долина).

## Биология
Жуки являются некрофагами: питаются падалью как на стадии имаго, так и на личиночной стадии. Жуки закапывают трупы мелких животных в почву и проявляют развитую заботу о потомстве — личинках, подготавливая для них питательный субстрат.